# Fernand Vallon

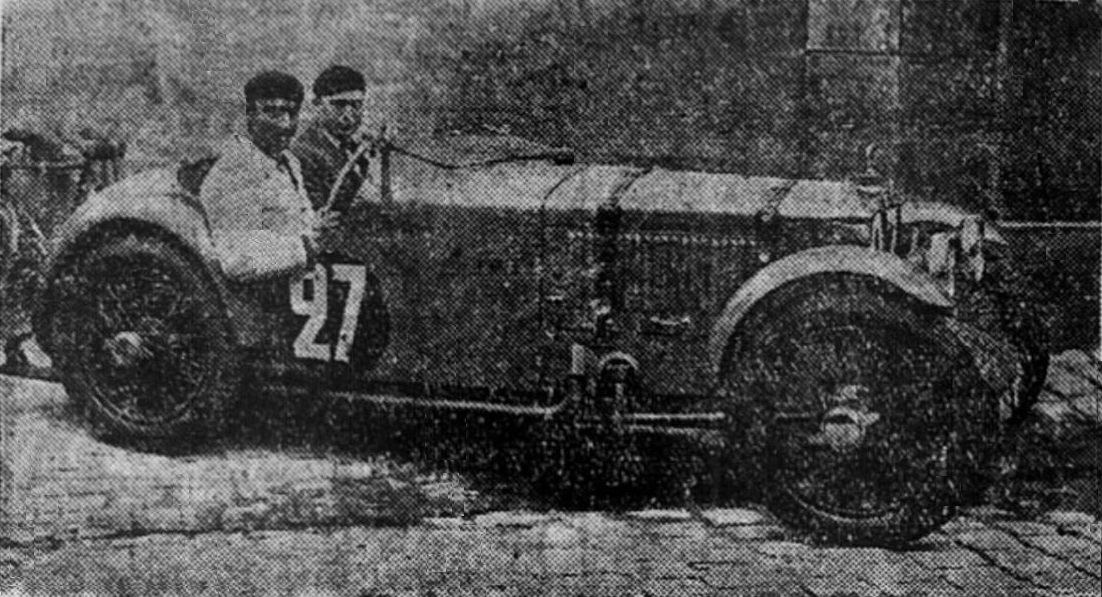
La Tracta A28 de Jean-Albert Grégoire et Fernand Vallon, vainqueur de classe 1.1 L. aux 24 Heures du Mans 1930

Fernand Vallon, né le 5 novembre 1896 à Vernouillet et mort le 19 novembre 1962 à Suresnes, est un ancien pilote automobile français, essentiellement d'endurance sur circuits (en voitures de sport de petite cylindrée).

## Biographie
Il participa à dix des douze premières éditions des 24 Heures du Mans à partir de 1924, se classant à 5 reprises dans les 10 premiers. Son meilleur résultat fut une quatrième place en 1927 avec la victoire en catégorie 1,5 L., sur une S.C.A.P. avec Lucien Desvaux (après deux apparitions sur Corre La Licorne). Il se classa également 6e (en 1931, victoire de catégorie 1,1 L. sur Caban Spéciale) et 8e (en 1930, victoire de catégorie 1,1 L. sur Tracta A28).
Il remporta le Bol d'or automobile en  1932 à Saint-Germain-en-Laye sur une La Licorne 5CV, après avoir obtenu une deuxième place l'année précédente ainsi qu'une victoire de catégorie 1,1 L. lors du Circuit des Routes Pavées. Toujours en 1932 et sur La Licorne, il s'imposa au Circuit de Torvilliers, une épreuve réservée aux voiturettes alors organisée par l'AC de l'Aube. 